# لطفاً دلپذیر باش
لطفاً دلپذیر باش (انگلیسی: Look Pleasant, Please) یک فیلم کمدی صامت کوتاه به کارگردانی آلفرد جی. گلدینگ است که در سال ۱۹۱۸ منتشر شد.

## بازیگران
- هارولد لوید
- اسناب پالرد
- ببه دنیلز
- سمی بروکس
- لایج کانلی
- ویلیام گیلسپی
- لو هاروی
- گاس لئونارد
- جیمز پروت
- دوروثیا والبرت